# Officina Typographica

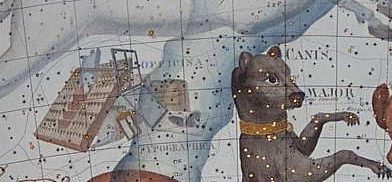
La exigua constelación de Officina Typographica.

Officina Typographica o la Oficina Tipográfica es una antigua constelación creada por Johann Elert Bode que aparece por vez primera en su atlas estelar Uranographia de 1801 para conmemorar el 350° aniversario de la invención de Johannes Gutenberg con la imprenta de tipo móvil. Officina Typographica apareció en pocos atlas estelares, y fue rápidamente olvidada por los astrónomos. Se encontraba en una sección del cielo al este de la brillante constelación de Canis Major y al norte de Puppis. Actualmente este lugar es reconocido oficialmente como parte de la constelación de Monoceros.